# 13529 Yokaboshi
13529 Yokaboshi este un asteroid din centura principală de asteroizi.

## Descriere
13529 Yokaboshi este un asteroid din centura principală de asteroizi. A fost descoperit pe 1 septembrie 1991 la Geisei de Tsutomu Seki. Asteroidul prezintă o orbită caracterizată de o semiaxă mare de 2,24 ua, o excentricitate de 0,10 și o înclinație de 4,4° în raport cu ecliptica.